# Dieter Quester
Dietrich Erwin Quester, detto Dieter (Vienna, 30 maggio 1939), è un ex pilota automobilistico austriaco.
La sua carriera è iniziata nel 1967 e finita nel 2013, a ben 74 anni. La sua ultima vittoria è stata la 24 ore di Dubai nel 2006 insieme a Toto Wolff (team principal della Mercedes F1) e la leggenda Hans-Joachim Stuck.

## La carriera

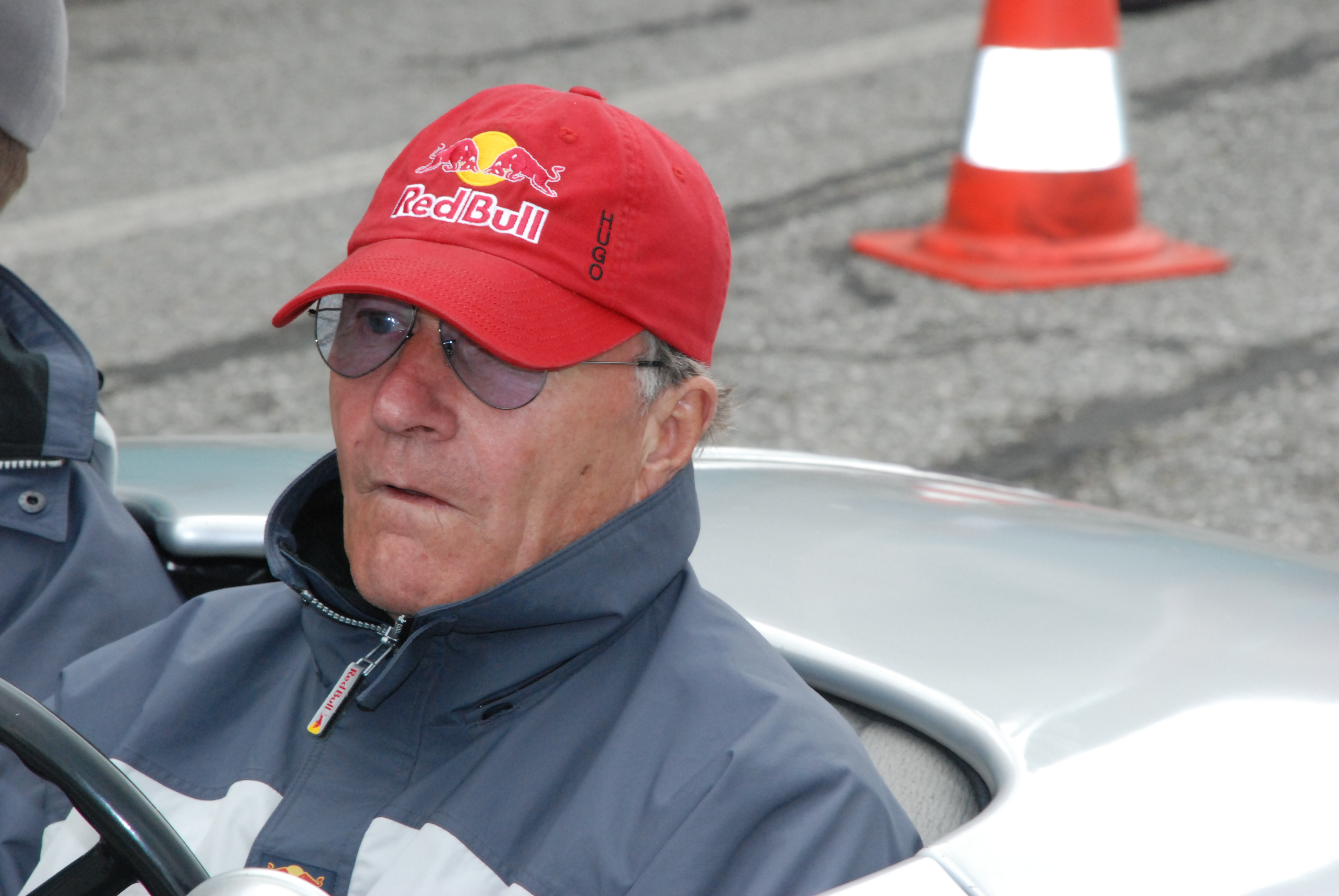
Dieter Quester nel 2008

Dal 1958 al 1962 si è dedicato con successo alle gare di motonautica, diventando campione europeo nel 1958 e nel 1962. A partire dal 1963 si cimenta con le moto, a fine 1965 passa alle automobili e solo nel 1966 disputa in auto la sua prima stagione completa, il campionato Turismo austriaco, che fa subito suo.
Nel 1968 si aggiudica invece il Campionato Europeo Turismo (campionato poi vinto altre tre volte), prima di passare anche alle competizioni delle monoposto gareggiando nel campionato europeo di Formula 2.
Pilota molto versatile, si è cimentato in svariate categorie dell'automobilismo e il suo nome appare nell'albo d'oro di molteplici classiche delle gare di durata come 24 Ore di Spa, 1000 km del Nürburgring, 1000 km di Zeltweg, Tourist Trophy.
In carriera ha però preso il via in una sola gara del Mondiale di F1, il Gran Premio d'Austria 1974 (concluso al 9º posto), anche se in precedenza era stato iscritto dalla BMW al Gran Premio di Germania 1969 con una vettura di Formula 2 (a quel GP erano ammesse anche le vetture cadette), ma un fatale incidente al suo compagno di squadra Gerhard Mitter durante le prove libere indusse il team a ritirarsi.

## Risultati in Formula 1
| 1969 | Scuderia | Vettura |  |  |  |  |  |  |    |  |  |  |  |  | Punti | Pos. |
| ---- | -------- | ------- |  |  |  |  |  |  | -- |  |  |  |  |  | ----- | ---- |
| 1969 | BMW      | BMW 269 |  |  |  |  |  |  | NP |  |  |  |  |  | 0     |      |

| 1974 | Scuderia | Vettura      |  |  |  |  |  |  |  |  |  |  |  |   |  |  |  | Punti | Pos. |
| ---- | -------- | ------------ |  |  |  |  |  |  |  |  |  |  |  | - |  |  |  | ----- | ---- |
| 1974 | Surtees  | Surtees TS19 |  |  |  |  |  |  |  |  |  |  |  | 9 |  |  |  | 0     |      |

| Legenda | 1º posto     | 2º posto | 3º posto    | A punti         | Senza punti/Non class.  | Grassetto – Pole position Corsivo – Giro più veloce |
| Legenda | Squalificato | Ritirato | Non partito | Non qualificato | Solo prove/Terzo pilota | Grassetto – Pole position Corsivo – Giro più veloce |